# Guido Fabe
Guido Fabe ou Guido Faba (v. 1185-1245) est un prêtre italien, professeur de rhétorique à l'université de Bologne, auteur de traités de rhétorique et de musicologie.

## Biographie
Guido Fabe, élève d'Inghilbertus, prêtre de la ville toscane de Pistoia et musicologue, devient professeur de rhétorique à l'université de Bologne. En 1225-1226, il est curé de S. Michele di Mercato di Mezzo à Bologne.
Il est l'un des premiers théoriciens de la rhétorique à s'être intéressé non seulement au latin mais à la langue vulgaire et quelques-unes de ses œuvres comportent des exemples et modèles en langue vulgaire (italien).

## Œuvres
- Dictamina rhetorica.
- Ars musica[1].
- Summa de viciis et virtutibus[2].
- Parlamenti in volgare.